# Han Gaozu
Liu Bang
Pour les articles homonymes, voir Gaozu et Liu.
L’empereur Gaozu des Han (chinois traditionnel : 高祖 ; pinyin : gāozǔ ; Wade : Kao Tsu ; EFEO : Kao-Tsou) (vie : -256 ou -247 ~ 1er juin 195 av. J.-C. ; règne : -202 ~ 1er juin 195 av. J.-C.), fondateur de la dynastie, également connu sous le nom de Liu Bang (刘邦 / 劉邦, Liú Bāng, Wade : Liu² Pang¹) , est avec Zhu Yuanzhang, fondateur des Ming, l’un des rares empereurs issus de la classe populaire. Il s’est élevé jusqu’au pouvoir suprême en participant à la rébellion contre la dynastie Qin. Avant de devenir empereur, il fut duc de Pei (沛公), marquis de Wu’an (武安侯), puis prince de Hanzhong (漢中王). Son titre de Gaozu (haut ancêtre) semble être une création de Sima Qian qui sera reprise par les historiens ultérieurs. Son nom posthume était en effet Gaodi ou Gao Huangdi (高皇帝) (haut empereur), et son nom de temple Taizu (太祖, ancêtre suprême), changé ultérieurement en Gaozu, qui pourrait être une combinaison des deux. 

## Les débuts
Liu Bang est né dans une famille paysanne du bourg de Zhongyang (中陽里), actuel Fengyi (豐邑), comté de Pei, province du Jiangsu. Son père se nommait Liu Zhijia (劉執嘉) et sa mère Wang Hanshi (王含始). Troisième fils de la famille, son prénom (ou surnom) d’origine, Ji (季), reflétait son ordre de naissance. Il le changera contre Bang,  qui signifie pays, après être devenu prince de Han ou empereur. Sa biographie la mieux connue et la plus haute en couleur est celle contée par Sima Qian dans le Shiji.
Jeune, il était peu attiré par le travail de la terre et désespérait son père en traînant, buvant et participant à des bagarres. Il trouva un poste de chef de patrouille, en poste le long de la rivière Si (泗水). On raconte que dans le cadre de ses fonctions il eut l’occasion de se rendre à Xianyang (咸陽), la capitale, où il vit passer le cortège de Qin Shi Huang. Il se serait alors écrié : « C’est donc à ça que ressemble un homme puissant ! ». Il eut l’occasion de se faire apprécier d’un magistrat, Lü Shuping (呂叔平), qui lui donna sa fille Lü Zhi (呂雉) en mariage. Elle restera dans l’histoire comme le premier exemple d’impératrice douairière tyrannique et cruelle.

## La rébellion
Promu chef de la sécurité pour tout le comté de Pei, il fut un jour chargé d’escorter un convoi de forçats au mont Li dans le Shaanxi. Après une halte où il s’était endormi ivre, il découvrit à son réveil que des prisonniers en avaient profité pour s’échapper. Évaluant les conséquences probables de sa faute, il jugea que le plus sage était encore de libérer les restants et de prendre le large avec eux. Ils se seraient ensuite joints à une bande de brigands dans laquelle Liu Bang fit la preuve de ses dons de commandement.
En -209, tout comme Liu Bang, l’officier Chen Sheng (陳勝) ayant échoué dans une mission choisit de se rebeller contre les Qin plutôt que de subir la peine de mort qui l’attendait. Il prit la tête d’une armée de paysans et se proclama roi de Zhangchu (張楚), territoire qu’il occupait dans le pays de Chu, non loin de Pei. Le magistrat du comté de Pei, envisageant de se joindre à la rébellion, en discuta avec Xiao He (蕭何) et Cao Can (曹參), futurs aides de Gaozu, qui étaient alors ses subordonnés. Ils lui conseillèrent d’engager Liu Bang et son armée. Fan Ceng (樊噌), beau-frère du futur empereur, fut chargé de lui transmettre l’invitation. Mais peu avant l’arrivée de la troupe, le magistrat, ayant changé d’avis, avait fait fermer les portes de la ville et se préparait à faire exécuter Xiao He et Cao Can. Ils s’échappèrent en sautant des murs et rejoignirent la troupe de Liu Bang, puis envoyèrent des messages enroulés sur des flèches aux édiles, les conjurant d’ouvrir la ville. Ceux-ci acceptèrent et tuèrent le magistrat. Liu Bang devint duc de Pei.
En -208, Zhangchu fut absorbé par Xiang Liang (項梁), meneur de la rébellion de Chu et chef de l’ensemble du soulèvement contre les Qin qui s'était étendu à Zhao, Wei, Qi et Yan ; Liu Bang devint donc son subordonné. La rébellion se poursuivit, encouragée par une légende à but de propagande rapportée par Sima Qian : le futur Gaozu ayant tué un serpent blanc, il aurait vu en rêve une femme se lamenter que son fils l’empereur blanc avait été tué par l’empereur rouge.
Xiang Liang mourut peu après. Le roi Huai de Chu (楚懷王) prit la tête de la rébellion ; il nomma Xiang Yu (項羽), neveu de Xiang Liang, marquis de Chang’an (長安侯) et Liu Bang marquis de Wu'an (武安候).
Le prince avait promis Guanzhong (關中), berceau de Qin dans la plaine du Shaanxi, au premier qui y pénètrerait. Il offrit cette occasion à Liu Bang tandis que Xiang Yu se battait contre le gros des troupes Qin. En -207 Ziying (子嬰), dernier des Qin, se rendit. Liu Bang et ses troupes entrèrent dans la capitale, mais Xiang Yu, alors le général le plus puissant des troupes rebelles, l’obligea à la lui céder. Liu Bang s’avérait un rival assez inquiétant pour que les conseillers de Xiang Yu organisent un complot pour s’en débarrasser lors d’un banquet (festin de Hongmen) (鴻門宴). Xiang Yu ne put s’y résoudre. Arrogant pour les historiens, il est représenté dans la tradition littéraire et théâtrale comme un personnage noble face au rustre et rusé Liu Bang, et son hésitation est vue comme le signe d’une trop grande magnanimité, d'une « compassion féminine » (婦人之仁) inadéquate dans sa situation.

## La guerre entre Chu et Han
Après la disparition des Qin, Xiang Yu divisa le territoire en 19 principautés. Il se débarrassa du prince Huai de Chu et n’honora pas sa promesse : il partagea Guanzhong entre trois généraux Qin qui l’avaient rejoint, Zhang Han (章邯), Sima Xin (司馬欣) et Dong Yi (董翳). Liu Bang fut nommé prince de Han (Sichuan, Chongqing, au sud du Shaanxi), avec pour capitale Hanzhong. Mais les distributions de terre de Xiang Yu étaient mal acceptées et entraînèrent des soulèvements. Alors qu’il luttait contre les rebelles, Liu Bang revint à Xianyang et occupa Pengcheng (彭城), territoire de son rival.
La guerre entre eux dura cinq ans (-206 ~ -202). Avec Xiao He, Zhang Liang (張良) et Han Xin (韓信) pour principaux aides, Liu Bang prit peu à peu l’avantage sur son adversaire, avec lequel il négocia un accord : à lui les territoires à l’ouest de la rivière Honggou (鴻溝), à Xiang Yu l’est. Plus tard, il analysera lui-même la raison de sa victoire, disant qu’il avait su reconnaître chez les autres des talents supérieurs aux siens et les utiliser, mais Xiang Yu, trop confiant en lui, n’avait pas su faire cas de ses subordonnés. Néanmoins, sa supériorité réside aussi dans un réalisme ne s’embarrassant pas de scrupules : il obtient la victoire finale par une ruse. Il n’avait en effet jamais eu l’intention de respecter l’accord et attaqua Xiang Yu alors que celui-ci ne s’y attendait pas. Le vaincu se suicida ainsi que sa concubine Yu Ji (cette histoire a inspiré une pièce de théâtre célèbre, elle-même en toile de fond du film Adieu ma concubine de Chen Kaige) et l’empire appartint à Liu Bang. De même, il se débarrassera sans scrupules d’anciens compagnons à qui il devait son succès, dont Han Xin, à qui le Shiji prête ce commentaire désabusé : « Le lapin pris, on cuit le chien ; les oiseaux disparus, l’arc est mis au rebut ».
Liu Bang proclama la dynastie Han le premier mois de -202. Il établit sa capitale tout d'abord à Luoyang, puis à Chang'an. Il fait commencer son règne en -208, annulant rétrospectivement la période de lutte contre Xiang Yu.

## Empereur

### Gouvernement
Il conçoit un empire centralisé à la façon de celui des Qin, mais remplaça progressivement les princes/rois vassaux par des membres du clan Liu, consolidant ainsi son pouvoir. Cette mesure se révélera néanmoins une source de problèmes pour ses successeurs, car ces princes/rois, proches parents de l’empereur, manifestent de fortes tendances à l’indépendance sous Huidi, Wendi et Jingdi. Parmi eux, le commanditaire du Huainanzi et son père.
Conscient de la nécessité de restaurer les forces de la population après une décennie de troubles, Liu Bang réduisit les taxes et les corvées et encouragea l’agriculture. Il ordonna que soient libérés du servage ceux qui s’étaient vendus pour survivre, et exempta les anciens soldats de corvée. Peut-être en réaction contre les puissants marchands et entrepreneurs associés à la dynastie Qin, il imposa de lourdes taxes commerciales et l’activité des commerçants fut restreinte.
Gaozu n’avait pas lui-même un grand respect pour les lettrés, mais les fit néanmoins revenir dans l’administration sous l’influence de conseillers tels que Lu Jia (陸賈), qui lui rappela que « si l’empire se conquiert à cheval, il est impossible de le gouverner à cheval ». Il le charge avec Jia Yi (賈誼) de remplacer le système administratif employé sous la dynastie Qin par un nouveau basé sur les principes confucéens. Le lettré Shu Suntong (叔孫通) détermina le protocole des entrevues matinales entre l’empereur et ses ministres. Néanmoins, le confucianisme restait concurrencé par d’autres philosophies politiques, en particulier le courant Huanglao, essentiellement légiste et taoïste. Il faudra attendre le règne de Wudi pour voir la doctrine de Confucius choisie comme principe privilégié de gouvernement.
Liu Bang chargea Xiao He de réformer le code des lois Qin, conservant ce qui semblait valable. Le résultat fut le Code des Han en neuf articles (漢律九章). Il rassembla et ordonna avec Zhang Liang un corpus de textes de 182 auteurs différents traitant de l’art militaire.

### Politique extérieure
Depuis la fin des Qin, les Xiongnu vivant au nord de la Chine constituaient une menace. Liu Bang entreprent de nombreuses campagnes contre eux et réussit à les encercler partiellement. Néanmoins, il apparut rapidement que les réduire totalement par la voie militaire serait difficile. Ainsi, en -201, le prince de Han dut capituler devant eux. Gaozu lui-même se retrouva en -200 encerclé à Baideng (白登) au Shanxi par le chanyu (chef) Modu (冒頓單于) et 300 000 cavaliers. C’est alors que le stratège Shenping (陳平) lui suggéra la politique d’alliance matrimoniale qui sera poursuivie pendant le reste de la dynastie. Les chanyu, épousant des princesses chinoises, devinrent « gendres impériaux ». Cette politique sera aussi appliquée aux Wusun (烏孫), autre peuple frontalier en lutte contre les Xiongnu.
Ces jeunes femmes étaient le plus souvent des filles de nobles ou même parfois des roturières promues princesses, dont l'histoire inspirera la littérature et le théâtre. La plus connue est Wang Zhaojun (王昭君), héroïne en particulier d’une pièce de Ma Zhiyuan qui deviendra un classique de l'Opéra de Pékin. Entrée comme concubine dans le gynécée de Yuandi (r. -49 ~ -33), elle fut choisie par le chanyu Hu Hanxie parmi cinq femmes sélectionnées sur portrait par l’empereur lui-même, qui ne s’était pas encore donné la peine de les rencontrer. Yuandi n’avait probablement pas grande considération pour les Xiongnu et avait dû choisir des beautés médiocres. Lorsqu’il la vit en chair et en os le jour de son départ officiel, il eut le coup de foudre, mais il était trop tard.
On attribue à Liu Xijun (劉細君), mariée à un roi de Wusun, des poèmes exprimant la tristesse d’avoir quitté sans espoir de retour son pays natal.

## Succession et fin de règne
Sur la fin de sa vie, Liu Bang était très épris d’une favorite nommée Qi (戚). Il tenta à plusieurs reprises de retirer à Lü Zhi son titre d’impératrice, et à leur fils Liu Ying (劉盈) celui de prince héritier pour l’attribuer à Ruyi (如意), Prince Yin de Zhao, fils de Dame Qi, mais il n’obtint jamais le soutien des ministres et ce projet échoua. L’impératrice fera tuer Ruyi et sa mère après la mort de l’empereur.
En -195, il fut blessé par une flèche lors d’une bataille contre Ying Bu (英布), prince de Huainan, ancien allié dans la guerre contre Chu avec Han Xin et Peng Yue, qui s'était rebellé en protestation contre leur assassinat. Gaozu mourut des suites de sa blessure le quatrième mois de sa douzième année de règne dans son palais de Changle (長樂宮).
Peu avant sa fatale blessure, alors qu’il poursuivait l’armée rebelle, il avait eu l’occasion de passer par Pei, son comté natal. À l’occasion du banquet offert à ses anciens compatriotes, il improvisa un court poème exprimant sa réussite, la Chanson du grand vent :
« Un grand vent se lève, les nuages s’envolent

Maitre [de l’empire] entre les mers, me voilà de retour chez moi

Où trouverais-je les braves qui garderont les quatre orients ?

(《大風歌》：「大風起兮雲飛揚，威加海內兮歸故鄉，安得猛士兮守四方！」) »
Il fut enterré à Han Changling (漢長陵) près de l’actuelle Xianyang au Shaanxi. Liu Ying, fils de l’impératrice Lü, lui succéda sous le nom de Huidi.

## Famille
- Père:
  - Liu Zhijia (劉執嘉) (d. -197)
- Mère:
  - Wang Hanshi (王含始)
- Epouses:
  - Lü Zhi (呂雉) ou Impératrice Lü (吕后) (-241~-180), mère de l’empereur Huidi et de la princesse Luyuan (魯元公主)
- Principales concubines:
  - Dame Cao (曹夫人), mère du prince Fei
  - Dame Qi (戚夫人) (d. -194), mère du prince Ruyi
  - Dame Bo, (d. -155), nommée impératrice douairière Bo (薄后) à la mort de l’impératrice Lü, mère de l’empereur Wendi
  - Dame Zhao (趙夫人), mère du prince Chang
  - Dame Guan (管夫人)
  - Concubine Zhao [Zier] (趙子兒)
- Enfants par ordre de naissance
  - Liu Fei (劉肥) (-221~-189), fils de dame Cao ; prince Daohui de Qi (齊悼惠王) à partir de -202.
  - Liu Ying (劉盈) (-210~-188), fils de l’impératrice Lü ; prince impérial de -202 à -195, empereur Huidi de -195 à -188.
  - Liu Ruyi (劉如意) (-208~-194), fils de dame Qi ; prince Yin de Zhao (趙隱王) à partir de -198, assassiné en -194 sur ordre de l’impératrice Lü.
  - Princesse Luyuan (魯元公主), fille de l’impératrice Lü ; épouse le prince de Zhao Zhang Ao (張敖) ; son mari, accusé de rébellion, perd son fief mais est nommé marquis de Xuanping (宣平侯) ; sa fille Zhang Yan (張嫣) sera impératrice, femme de l’empereur Huidi.
  - Liu Heng (劉恆) (-202~-157), fils de dame Bo ; prince de Dai (代王) de -196 à -180, empereur Wendi de à -180 à -157.
  - Liu Hui (劉惠) (?~-180), mère inconnue ; prince de Liang (梁王) de -196 à -180, prince Gong de Zhao (趙共王) en remplacement de Liu You de -180 à -179 où il se suicide ; l’impératrice Lü confisque son fief ; l’empereur Wendi rendra la principauté de Zhao à Sui (遂), fils de Liu You.
  - Liu You (?~-180), mère inconnue ; prince de Huaiyang (淮陽王) de -196 à -194, prince You de Zhao (趙幽王) de -194 à -180 en remplacement de son beau-frère Zhang Ao accusé de trahison ; Liu You sera emprisonné et affamé sur ordre de l’impératrice Lü ; l’empereur Wendi rendra la principauté de Zhao à son fils Sui (遂).
  - Liu Chang (劉長) (-198~-174), fils de dame Zhao ; prince Li de Huainan (淮南厲王) à partir de -196 à la suite de Ying Bu condamné pour trahison ; il perd son fief en -174 après une tentative de révolte et meurt en exil dans les montagnes du Sichuan ; l'un de ses fils fera rédiger le Huainanzi.
  - Liu Jian (劉健) (?~-181), mère inconnue ; prince Ling de Yan (燕靈王) à partir de -195 ; son fils sera assassiné sur ordre de l’impératrice Lü.
- Petits-enfants
  - Liu Xiang (劉襄), prince Ai de Qi (齊哀王) (d. -179), fils de Liu Fei
  - Liu Zhang (劉章), prince Jing de Chengyang (城陽景王) (d. -177), fils de Liu Fei (劉肥)
  - Liu Xingju (劉興居), marquis de Dongmou (d. -177), fils de Liu Fei
  - Liu Qi (劉啟) (-188~-141), fils de l’empereur Wendi, prince héritier en -179, empereur Jingdi en -157
  - Liu An, prince de Huainan (淮南王), commanditaire du Huainanzi
  - Zhang Yan (張嫣) (-202~-163), fille de la princesse Luyuan, épouse de l’empereur Huidi et devient impératrice en 192 av. J.-C.
  - Zhang Yan (張偃), fils de la princesse Luyuan, prince de Luyuan (鲁元王) puis marquis de Nangong (南宫侯)